# Escuelas de Oficiales de la RDA
Las Escuelas de Oficiales de la RDA (alemán: Offiziershochschulen der DDR) eran las instituciones de enseñanza superior del Ejército Popular Nacional de la extinta República Democrática Alemana. En ellas se formaban a los cuadros de oficiales de las fuerzas armadas y de la seguridad del Estado de la propia Alemania oriental como de países aliados. Los estudiantes tenían condición de militar y eran llamados estudiantes-oficial (alemán: Offizierschüler) y seguían una jerarquía propia dentro del Ejército Popular Nacional.

## Historia

### Periodo 1956-1971
Tras la reestructuración de la Policía Popular Acuartelada en el nuevo ejército, las escuelas que instruían a los oficiales pertenecían al Ministerio del Interior y tenían un carácter marcadamente policial. Con el paso de los años y el desarrollo de las nuevas fuerzas armadas se hizo patente la necesidad de cohesionar las escuelas de oficiales y destinarlas a cada rama del Ejército Popular. Así, el 30 de noviembre de 1963 se crean las escuelas de oficiales para las fuerzas terrestres, fuerza aérea, armada y tropas fronterizas. Las nuevas promociones de oficiales entraron a partir del 3 de diciembre de 1963. 
En un inicio, su formación duraba tres años donde los estudiantes eran sometidos a un régimen militar y de riguroso entrenamiento: marchas, orden cerrado, ejercicios de tiro, clases teóricas, etc. Si el estudiante superaba el plan de estudios era ascendido al rango de subteniente (alemán: leutnant). El nuevo oficial estaría capacitado para el mando de unidades del tamaño de pelotón/sección. Aquellos egresados que hubieran destacado como mejores estudiantes de la promoción eran ascendidos directamente al empleo de teniente (alemán: oberleutnant) y eran obsequiados con una Daga de Honor con una inscripción grabada del Ministerio de Defensa Nacional.
Por otro lado, aquellos estudiantes-oficiales cuya especialidad fuese piloto, telecomunicaciones u oficial de la armada eran considerados al momento de su egreso como "ingeniero-piloto" e "ingeniero en telecomunicaciones" respectivamente los primeros y teniendo una duración de estudios de 4 años. Además, aquellos estudiantes que comenzaron sus estudios después de 1983 y se graduaban tuvieron como obsequio una insignia de graduación.

### Periodo 1971-1990
A partir del año 1971 se reorganizaron las Escuelas para darles el mismo nivel académico que las universidades civiles, pasando entonces ser reconocidas como centros de educación superior universitario y en 1983 tras la reestructuración del titulado del diploma se egresa de estas escuelas con el rango de teniente junto con un título universitario (por ejemplo: ingeniero o economista).

## Formación
El objetivo principal era la formación de militares con los conocimientos científicos, técnicos y militares para desenvolver sus funciones como oficiales, además de la cooperación con otros estados aliados del Pacto de Varsovia. 

### Admisión
Para poder ser admitido en las Escuelas de Oficiales había distintas formas de entrada. Para empezar, los aspirantes civiles sin diplomatura debían de tener el Abitur (aquellos soldados de carrera que no lo tuvieran podían obtenerlo pasando un curso). Al demostrar su obtención pasarían por exámenes físicos y médicos además de un curso preparatorio para la entrada en la escuela (este curso además era para la obtención del bachillerato técnico para aquellos que no lo tuvieran). Si todos estos requisitos eran aprobados, entraban como estudiantes de primer curso. Lo mismo era aplicable para aquellos estudiantes con un diploma, aunque debían presentar éste, no el Abitur.

### Planes de estudios
Existían distintos planes de estudio según la carrera que haya escogido el alumno y según en qué rama del Ejército se encuentre. Por norma general aquellos alumnos sin experiencia militar previa debían de pasar un curso de preparación que les aclimatase a la disciplina castrense socialista. Pasado este curso, llegaban a la escuela como estudiantes de primero y daban las asignaturas de formación militar generalista (asignaturas de carácter científico, técnico y legal). Para más adelante ir adentrándose en su especialización. Así, un oficial piloto iba a ser egresado como teniente y como ingeniero en transportes mientras que un oficial de máquinas de la armada iba a ser licenciado como ingeniero mecánico. 
A destacar que aquellos alumnos que estaban dentro de las especialidades médicas de las fuerzas armadas solían tener un periodo de formación de 6 años y las escuelas que quedaban bajo el manto de los Ministerios de Interior y de Seguridad del Estado tenían un plan de estudios más politizado y legislativo en la que los estudiantes egresaban usualmente como licenciados en derecho.
Los oficiales que años después de ser licenciados que demostrasen mayores capacidades de mando eran enviados a la Academia Militar "Friedrich Engels" para su posterior formación como oficial del Estado Mayor.

### Rangos
Iban según el desempeño y los años de estudio del alumno. La S rúnica representa la palabra "Schüler" (español: estudiante).
| Offiziersschüler                     |                                                |                                                |                                       |                       |                                   |                              |                       |
| Año académico                        | 6.º                                            | 5.º                                            | 4.º                                   | 3.º                   | 2.º                               | 1.º                          | Curso de preparación  |
| ------------------------------------ | ---------------------------------------------- | ---------------------------------------------- | ------------------------------------- | --------------------- | --------------------------------- | ---------------------------- | --------------------- |
| Hombreras                            |                                                |                                                |                                       |                       |                                   |                              |                       |
| Color de especialidad / Especialidad | Fuerza Aérea Defensa Aérea (Luftstreitkräfter) | Fuerza Aérea Defensa Aérea (Luftstreitkräfter) | Infantería motorizada (Mot.-Schützen) | Ingenieros (Pioniere) | Tropas acorazadas (Panzertruppen) | Comunicaciones (Nachrichten) | Infantería motorizada |

## Organización
Los estudiantes estaban encuadrados en agrupaciones castrenses. Es decir, se dividían en secciones que eran comandadas por un profesor (oficial que ostentaba el rango de capitán o mayor / teniente de navío o capitán de corbeta) y a su misma vez por una compañía o batería comandadas por oficiales de Estado Mayor (usualmente un teniente coronel o capitán de fragata). Al mismo tiempo, los profesores que organizaban las secciones eran apoyados por estudiantes de cursos superiores que eran considerados como subdirectores de pelotón y líderes de grupo.

## Lista de Escuelas de Oficiales

### Ejército Popular Nacional
- Escuela de Oficiales de la Fuerza Terrestre "Ernst Thälmann"
- Escuela de Oficiales de la Armada Popular "Karl Liebknecht"
- Escuela de Oficiales de las Tropas Fronterizas "Rosa Luxemburgo"
- Escuela de Oficiales de la Fuerza Aérea / Defensa Aérea para Aviadores Militares "Otto Lilienthal"
- Escuela de Oficiales de la Fuerza Aérea / Defensa Aérea "Franz Mehring"

- Instituto de Defensa Civil de la RDA
- Escuela de Oficiales para cuadros militares extranjeros "Otto Winzer"

### Ministerio del Interior
- Escuela de Oficiales del Ministerio del Interior "Artur Becker"

### Ministerio para la Seguridad del Estado
- Universidad del Ministerio para la Seguridad del Estado